# 第一号型駆潜艇
第一号型駆潜艇（だいいちごうがたくせんてい）とは大日本帝国海軍の駆潜艇の類別。
同型艦2隻。
世界の艦船では第3号駆潜艇も第1号型としており同型艦は3隻となっている。
また、日本海軍の公的な分類(特務艇類別等級、艦艇類別等級)では、第1号から第12号までの12隻を全てを第一号型としている。

## 概要
昭和初期の日本海軍では、沿岸での対潜防御は漁船などを徴傭した特設駆潜艇が行うことを予定していたが、特設駆潜艇では性能が良くないために専用の駆潜艇を建造することになった。
このため駆潜艇には港湾、海峡などの局地対潜哨戒用の任務を想定されていた。
本型の前に160トン駆潜艇(基本計画番号K1)、100トン駆潜艇(同K2)が計画されたが、実際の建造までは行かなかった。
第一次補充計画（①計画）の昭和8年度追加計画(予算は1隻1,525,700円)により
ロンドン海軍軍縮条約の制限外艦艇として2隻が建造され、
日本海軍が最初に建造した駆潜艇となった。
当時計画の他の艦艇と同様に復原性能と船体強度に問題があり、
2隻の竣工後に性能改善工事を実施した。
また②計画で建造された第3号駆潜艇は起工前に設計を改めた(基本計画番号K4)。
小型の船型であったが速力は大きい(24ノット)計画の反面、航洋性は不足していた。
しかしながら太平洋戦争では南方に進出して哨戒と船団護衛に従事し、1隻が1945年に被雷沈没、もう1隻は終戦後シンガポール南方で海没処分された。

## 艦型
基本計画番号K3。
船体は長さの割に乾舷の高いフラッシュデッキ型の船型で、
当初は上甲板にブルワークを設け、不釣り合いな大型の艦橋をもっていた。
舵は21度下開きの傾斜2枚舵を装備した。
当時の海軍技術研究所の研究で旋回圏が小さくなるとされたが、実際には旋回性不良のため以後の駆潜艇は通常の1枚舵に変更された。
小型艦艇では舵が水面に近くなるために不利であり、第1号の公試時に度々舵が水上に露出したという。

### 兵装
砲熕兵装は浮上潜水艦を攻撃するために発射速度の速い毘式40 mm機銃を艦前部に装備した簡素なものとなった。
砲装を8 cm高角砲とするか40 mm機銃とするかは計画時に常に問題となっており、40 mm機銃でも潜水艦攻撃に効果があると認められ、発射速度も速いため装備された。
装備した毘式40 mm機銃は輸入した機銃を国産化したもので、連続給弾数を25発から50発に改め、的針調整を可能とし、照準器を保式LPR型に変更、保式照準望遠鏡の搭載などの変更が加えられている。
機銃は留式7.7 mm機銃を煙突両舷に1挺ずつ装備した。
留式7.7 mm機銃は輸入品で、銃架のみ国産だった。
爆雷は36個を搭載、爆雷投射機はまだ装備しておらず、
投下軌道があるのみだった。
駆潜艇で竣工時から爆雷投射機の装備したのは第3号駆潜艇からとなった。
ソナーは九一式探信儀と(アメリカのサブマリン・シグナル社製の)M.V.式水中聴音機の装備を計画し、第1号は1943年時に九三式小型水中聴音機を装備していた。
無線兵装として送信機はYT式特五号(1943年には九七式特五号)1基、受信機は九二式特受、常用2基・補用1基(1943年は九二式特受改三4基)、無線電話装置は二号改一(1943年は二号改三1基、九〇式改四1基)を装備した。
航海及び光学兵装として、一四式1.5 m測距儀1基、66 cm測距儀1基を装備した。
また12 cm望遠鏡2基、各種8 cm双眼鏡計4基を装備した。
発電機は、40 kW・105 V内火発電機2基、1 kVA・55 V交流発電機2基を装備した。

### 艤装
主錨は普通型0.3トンを2丁、副錨は海軍型0.1トンを1丁、錨鎖は⌀18×7節(175 m)を2連装備した。
ホーサー類としての鋼索は艦尾繋留用に⌀22×75 mを2巻、横付け用に⌀20×50 mを2巻、曳船用に⌀24×175 mを1巻、繋留作業用に⌀20×100 mを1巻、艦尾繋留用に⌀22×75 mを2巻、横付け用に⌀20×50 mを2巻装備した。
麻索は、繋留作業用に⌀32×175 mを1巻、副錨用に⌀26×175 mを1巻、専索及雑用に⌀22×100 mを1巻装備した。
舵取機械は100 V電動2馬力1基、揚錨機は100 V電動10馬力1基をそれぞれ装備した。

### 性能改善工事
2隻とも1934年(昭和9年)3月に一旦竣工したが、
友鶴事件の発生(同年2月)により竣工直後から復原性能改善工事を行った。
上部構造物は縮小され、上甲板のブルワークは撤去された。
またバラスト・キールの装着、セメント・バラストの搭載などを行った結果、
排水量が100トン近く増加し、
速力は21ノットに低下(計画は24ノット)、
同年7月に就役した。

復原性能改善工事後(1934年7月15日)の第1号駆潜艇の要目は以下の通り。
- 軽荷排水量:340.852トン[27]
- 公試排水量:376.538トン[26][27]
- 満載排水量:397.702トン[27]
- 全長:65.30 m[26]
- 垂線間長:62.00 m[26]
- 最大幅:5.90 m[26]
- 深さ:4.13 m[26]
- 吃水:公試平均2.006 m[26]
- 推進:2軸 × 501 rpm、直径1.500 m[28]
- 出力:2,880馬力[28]
- 燃料:重油26.00トン[27]
- 搭載艇:6 mカッター2隻[29]
- 乗員:定員59名(1937年7月20日時)[30]

### 大戦中の兵装
1943年2月時点での第1号駆潜艇の兵装は以下の通り
- 毘式40 mm 2連装機銃 1基、機銃弾 2,000発[31]
- 毘式7.7 mm機銃 2挺、機銃弾 8,000発[31]
- 爆雷投下樋 1組[23]
- 九五式爆雷 36個[23]
- 須式60 cm信号用探照灯 1基[32]
- 九三式小型水中聴音機[15]

大戦末期の兵装は以下とされる。
- 毘式40 mm 2連装機銃 1基
- 25 mm機銃 3挺
- 九四式爆雷投射機 2基
- 爆雷装填台 2基
- 爆雷投下軌道 1条(推定)
- 爆雷 36個
- 九三式水中聴音機
- 九三式探信儀、または三式探信儀 1基

## 同型艦
第一号駆潜艇
- 1933年(昭和8年)4月1日発注[33]
  - 5月23日第1号駆潜艇と命名[34]、(特務艇中の)駆潜艇に類別[2]
  - 6月19日浦賀船渠にて起工[5][35]
  - 10月12日(無線電信)略符号はJURDとされる[36]
  - 12月23日進水[5]
  - 12月28日より信号符字はJURDとされる[37]
- 1934年(昭和9年)3月24日竣工[5](予定は3月25日だったが日曜日のため1日繰り上げ[38])
- 1936年(昭和11年)12月1日現在、本籍は横須賀鎮守府、所属は横須賀防備隊[39]
  - 12月14日第1号型駆潜艇に類別[2]
- 1938年(昭和13年)、日中戦争では中支方面作戦に参加[40]
- 1940年(昭和15年)3月19日、信号符字は無線電信略符号と同一となる(1942年4月1日まで)[41]
  - 駆潜艇は艦艇中の類別に変更。第1号駆潜艇は第1号型駆潜艇に類別[42]
  - 11月15日より駆潜隊が編制され、第1駆潜隊は第1号、第2号、第3号で編成された[43]。
- 1941年(昭和16年)12月1日から無線電信略符号(信号符字)はJZAP[44]
  - 太平洋戦争では南方侵攻作戦及び船団護衛に従事[40]
- 1945年(昭和20年)8月15日終戦時、スラバヤに所在[4]
- 1946年(昭和21年)7月11日シンガポールにて自沈処分[4]
  - 8月10日除籍[4]

第二号駆潜艇
- 1933年(昭和8年)5月23日第二号駆潜艇と命名[34]、(特務艇中の)駆潜艇に類別[2]
  - 6月9日石川島造船所にて起工[45]
  - 10月12日(無線電信)略符号はJUSDとされる[36]
  - 12月2日進水[5][46]
  - 12月28日より信号符字はJUSDとされる[37]
- 1934年3月3日から予行運転が行われた[47]が、主機に故障が起きて[48]予行運転と公試運転の予定が変更された[47](竣工予定は変更無し[49])
  - 3月25日竣工[5]
- 1936年(昭和11年)12月1日現在、本籍は横須賀鎮守府、所属は横須賀防備隊[39]
  - 12月14日第1号型駆潜艇に類別[2]
- 1938年(昭和13年)、日中戦争では中支方面作戦に参加[40]
- 1940年(昭和15年)3月19日、信号符字は無線電信略符号と同一となる(1942年4月1日まで)[41]
  - 駆潜艇は艦艇中の類別に変更。第2号駆潜艇は第1号型駆潜艇に類別[42]
  - 11月15日より駆潜隊が編制され、第1駆潜隊は第1号、第2号、第3号で編成された[43]。
- 1941年(昭和16年)12月1日から無線電信略符号(信号符字)はJZBP[44]
  - 太平洋戦争では南方侵攻作戦及び船団護衛に従事[40]
- 1945年(昭和20年)6月27日ジャワ海でアメリカ潜水艦ブルーバック(SS-326)の攻撃により被雷沈没[4]
  - 8月10日除籍[4](母港:横須賀)[50]